# ورزشگاه نیگاتا
ورزشگاه نیگاتا (به ژاپنی: 新潟スタジアム, Niigata Sutajiamu) یک ورزشگاه ورزشی در شهر نیگاتا٬ ژاپن است. گنجایش ورزشگاه ۴۲٬۳۰۰ هزار نفر است.

## جام جهانی ۲۰۰۲
ورزشگاه نیگاتا یکی از مکانهای برگزاری بازی های جام جهانی ۲۰۰۲ بود. و مسابقات زیر را برگزار کرده
| تاریخ        | تیم ۱         | نتیجه | تیم ۲    | رقابت    |
| ------------ | ------------- | ----- | -------- | -------- |
| ۱ ژوئن ۲۰۰۲  | جمهوری ایرلند | ۱-۱   | کامرون   | (گروه E) |
| ۳ ژوئن ۲۰۰۲  | کرواسی        | ۱-۰   | مکزیک    | (گروه G) |
| ۱۵ ژوئن ۲۰۰۲ | دانمارک       | ۳-۰   | انگلستان | یک هشتم  |

## تصاویر

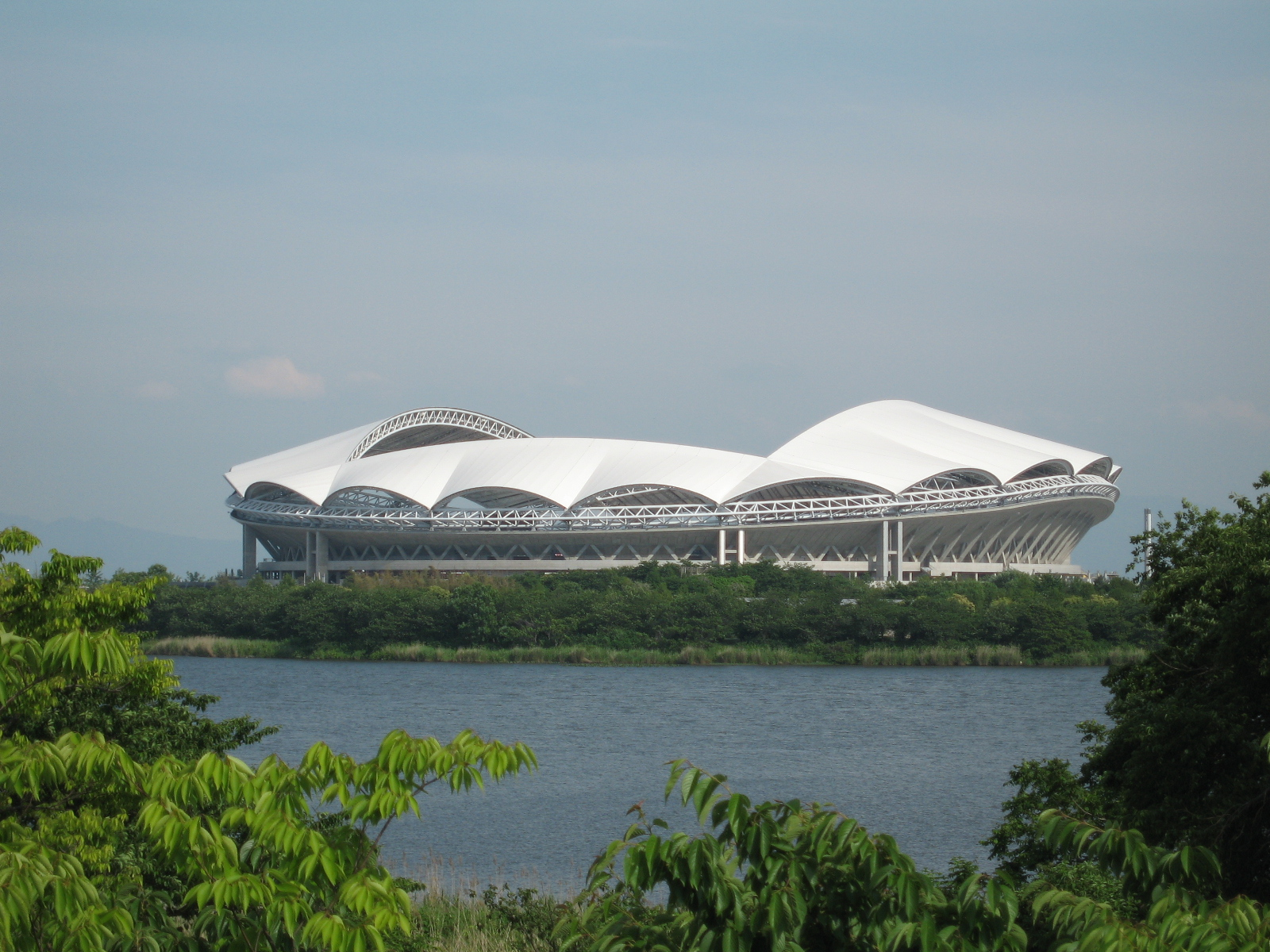
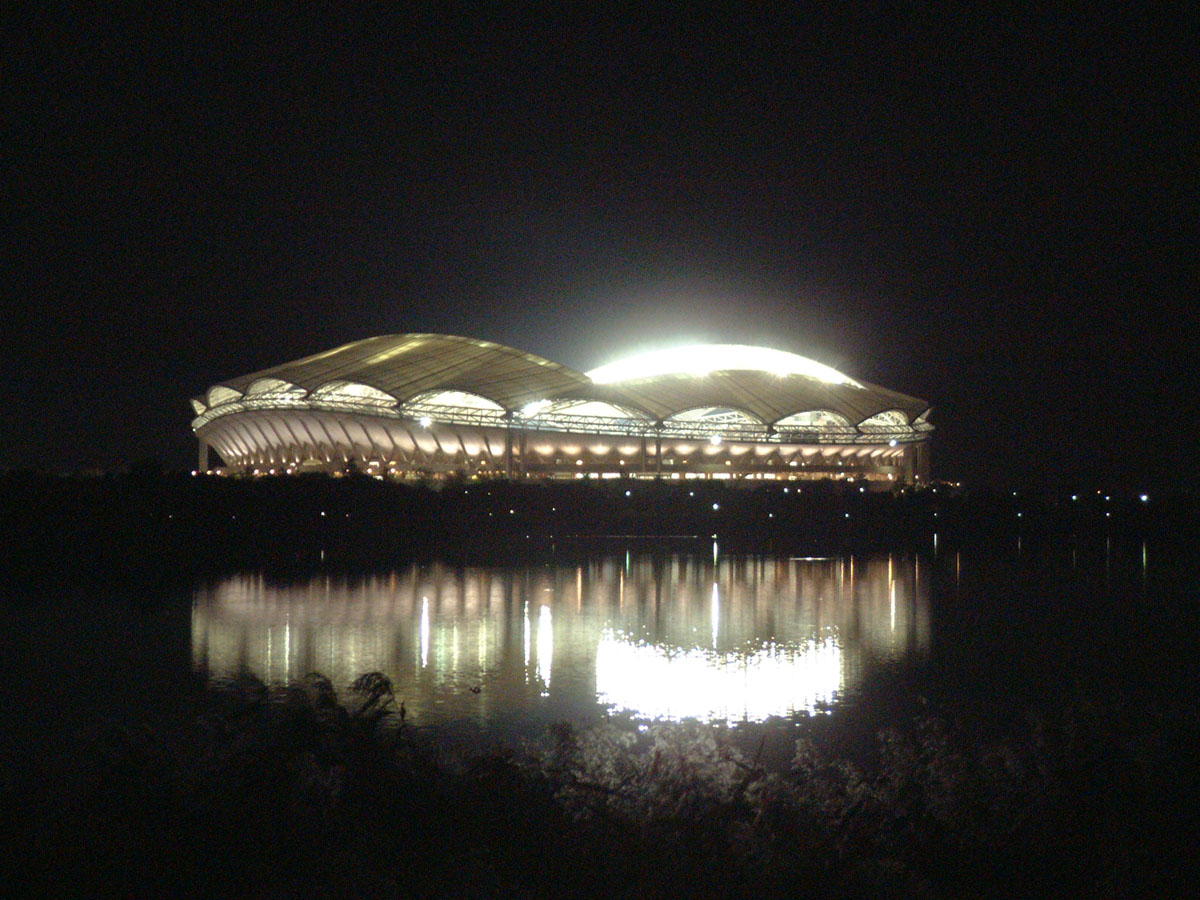